# Jeffrey Petry
Pour les articles homonymes, voir Petry.
Jeffrey Petry (né le 9 décembre 1987 à Ann Arbor, dans l'État du Michigan aux États-Unis) est un joueur professionnel américain de hockey sur glace. Il évolue au poste de défenseur.
Il est le fils de l'ancien joueur de baseball professionnel Dan Petry.

## Biographie

### Carrière en club
Après avoir joué une saison pour Buccaneers de Des Moines de l'USHL en 2005-2006, Jeff Petry est choisi lors du deuxième tour, en 45e position par les Oilers d'Edmonton lors du repêchage d'entrée dans la LNH 2006. Il joue une autre saison avec les Buccaneers avant de rejoindre en 2007 l'Université d'État du Michigan où il joue trois saisons avec l'équipe de hockey des Spartans.
En mars 2010, il signe son premier contrat professionnel avec les Oilers d'une durée de deux ans. Il fait ses débuts professionnels avec les Falcons de Springfield, club-école des Oilers dans la Ligue américaine de hockey, et joue huit matchs pour trois aides lors de la saison 2009-2010.
Il fait ses débuts dans la Ligue nationale de hockey le 28 décembre 2010 lors d'un match des Oilers contre les Sabres de Buffalo et inscrit lors de cette rencontre son premier point, qui est une aide sur le but de Ryan Jones.
Il joue sa première saison complète dans la LNH en 2011-2012 en jouant 73 matchs des Oilers. Il reste avec Edmonton jusqu'en 2015, alors qu'il est échangé le 2 mars 2015 aux Canadiens de Montréal contre un choix de deuxième tour et un choix conditionnel de cinquième tour pour le repêchage de 2015. Après avoir joué pour la première fois les séries éliminatoires de la Coupe Stanley, il reste avec les Canadiens en signant une prolongation de contrat de six ans pour un montant de 33 millions de dollars.
Après avoir disputé 508 matchs de saison régulière avec Montréal, il est échangé aux Penguins de Pittsburgh avec Ryan Poehling en retour de Mike Matheson et d'un choix de 4e tour en 2023, le 16 juillet 2022.
Le 6 août 2023, les Penguins échangent Petry aux Canadiens de Montréal en compagnie du gardien Casey DeSmith, de l'espoir Nathan Légaré et d'un choix de 2e tour au repêchage de 2025. En retour, les Penguins mettent la main sur Mike Hoffman et Rem Pitlick. Il ne fera que passer aux Canadiens puisque le 15 août 2023, il est refilé aux Red Wings de Détroit en échange du défenseur Gustav Lindström et d'un choix conditionnel de 4e tour au repêchage 2025. Après que les Penguins eurent retenu 25% de son salaire, les Canadiens ont à leur tour, retenu 50% du salaire de Petry.

### Carrière internationale
Il représente les États-Unis au niveau international et a joué trois fois le championnat du monde (2012, 2013 et 2014). Il a remporté la médaille de bronze avec l'équipe américaine lors de l'édition 2013.

### Vie personnelle
Il est père de quatre enfants.

## Statistiques

### En club
| Saison     | Équipe                     | Ligue      |     | Saison régulière | Saison régulière | Saison régulière | Saison régulière | Saison régulière |   | Séries éliminatoires | Séries éliminatoires | Séries éliminatoires | Séries éliminatoires | Séries éliminatoires |
| Saison     | Équipe                     | Ligue      | PJ  | B                | A                | Pts              | Pun              | PJ               | B | A                    | Pts                  | Pun                  |                      |                      |
| 2004-2005  | St. Mary's                 | HS         | 23  | 2                | 8                | 10               | -                | 6                | 2 | 5                    | 7                    | -                    |                      |                      |
| 2005-2006  | Little Caesars de Détroit  | MWEHL      | 33  | 7                | 21               | 28               | 24               | -                | - | -                    | -                    | -                    |                      |                      |
| 2005-2006  | Buccaneers de Des Moines   | USHL       | 48  | 1                | 14               | 15               | 68               | 11               | 2 | 5                    | 7                    | 8                    |                      |                      |
| 2006-2007  | Buccaneers de Des Moines   | USHL       | 55  | 18               | 27               | 45               | 71               | 8                | 0 | 6                    | 6                    | 10                   |                      |                      |
| 2007-2008  | Spartans de Michigan State | NCAA       | 42  | 3                | 21               | 24               | 28               | -                | - | -                    | -                    | -                    |                      |                      |
| 2008-2009  | Spartans de Michigan State | NCAA       | 38  | 2                | 12               | 14               | 32               | -                | - | -                    | -                    | -                    |                      |                      |
| 2009-2010  | Spartans de Michigan State | NCAA       | 38  | 4                | 25               | 29               | 26               | -                | - | -                    | -                    | -                    |                      |                      |
| 2009-2010  | Falcons de Springfield     | LAH        | 8   | 0                | 3                | 3                | 2                | -                | - | -                    | -                    | -                    |                      |                      |
| 2010-2011  | Barons d'Oklahoma City     | LAH        | 41  | 7                | 17               | 24               | 18               | 6                | 0 | 1                    | 1                    | 4                    |                      |                      |
| 2010-2011  | Oilers d'Edmonton          | LNH        | 35  | 1                | 4                | 5                | 10               | -                | - | -                    | -                    | -                    |                      |                      |
| 2011-2012  | Barons d'Oklahoma City     | LAH        | 2   | 0                | 1                | 1                | 2                | -                | - | -                    | -                    | -                    |                      |                      |
| 2011-2012  | Oilers d'Edmonton          | LNH        | 73  | 2                | 23               | 25               | 26               | -                | - | -                    | -                    | -                    |                      |                      |
| 2012-2013  | Oilers d'Edmonton          | LNH        | 48  | 3                | 9                | 12               | 29               | -                | - | -                    | -                    | -                    |                      |                      |
| 2013-2014  | Oilers d'Edmonton          | LNH        | 80  | 7                | 10               | 17               | 42               | -                | - | -                    | -                    | -                    |                      |                      |
| 2014-2015  | Oilers d'Edmonton          | LNH        | 59  | 4                | 11               | 15               | 32               | -                | - | -                    | -                    | -                    |                      |                      |
| 2014-2015  | Canadiens de Montréal      | LNH        | 19  | 3                | 4                | 7                | 10               | 12               | 2 | 1                    | 3                    | 4                    |                      |                      |
| 2015-2016  | Canadiens de Montréal      | LNH        | 51  | 5                | 11               | 16               | 16               | -                | - | -                    | -                    | -                    |                      |                      |
| 2016-2017  | Canadiens de Montréal      | LNH        | 80  | 8                | 20               | 28               | 22               | 6                | 1 | 0                    | 1                    | 2                    |                      |                      |
| 2017-2018  | Canadiens de Montréal      | LNH        | 82  | 12               | 30               | 42               | 28               | -                | - | -                    | -                    | -                    |                      |                      |
| 2018-2019  | Canadiens de Montréal      | LNH        | 82  | 13               | 33               | 46               | 28               | -                | - | -                    | -                    | -                    |                      |                      |
| 2019-2020  | Canadiens de Montréal      | LNH        | 71  | 11               | 29               | 40               | 26               | 10               | 2 | 1                    | 3                    | 6                    |                      |                      |
| 2020-2021  | Canadiens de Montréal      | LNH        | 55  | 12               | 30               | 42               | 20               | 20               | 0 | 6                    | 6                    | 6                    |                      |                      |
| 2021-2022  | Canadiens de Montréal      | LNH        | 68  | 6                | 21               | 27               | 36               | -                | - | -                    | -                    | -                    |                      |                      |
| 2022-2023  | Penguins de Pittsburgh     | LNH        | 61  | 5                | 26               | 31               | 24               | -                | - | -                    | -                    | -                    |                      |                      |
| 2023-2024  | Red Wings de Détroit       | LNH        | 73  | 3                | 21               | 24               | 39               | -                | - | -                    | -                    | -                    |                      |                      |
| Totaux LNH | Totaux LNH                 | Totaux LNH | 937 | 95               | 282              | 377              | 388              | 48               | 5 | 8                    | 13                   | 18                   |                      |                      |

### En équipe nationale
| Année | Équipe     | Compétition          |    | PJ | B | A | Pts | Pun | +/-                |  | Résultat |
| 2012  | États-Unis | Championnat du monde | 8  | 2  | 3 | 5 | 4   | +4  | 7e place           |  |          |
| 2013  | États-Unis | Championnat du monde | 10 | 0  | 0 | 0 | 4   | -3  | Médaille de bronze |  |          |
| 2014  | États-Unis | Championnat du monde | 8  | 0  | 4 | 4 | 4   | -1  | 6e place           |  |          |
| 2024  | États-Unis | Championnat du monde | 7  | 0  | 1 | 1 | 0   | 0   | 5e place           |  |          |